# قزل‌اوزن
قِزِل‌اوزَن (به گیلٚکی: اوٚلاری اسپی روٚ، اماردؤوٚس، اورسان زٚر) بخشی از دراز ترین رود ایران است که از کوه‌های چهل چشمه میان سقز و دیواندره در  کردستان مرکزی سرچشمه گرفته و بعد از پیوستن رودهای شهرچایی و قرانقو چایی و آیدوغموش و چندین رودخانه فصلی دیگر در شهر میانه در استان آذربایجان و همچنین پس از پیوستن هیرو رود، زنجان‌رود و شاهرود به آن به دریا کاسپین می‌ریزد. قزل‌اوزن در جنوب  گیلان در درون آب دریاچه سد سپیدرود به رودخانه بزرگ شاه‌رود پیوسته و در ادامه همان رودخانه‌ به ای نام اسپی روٚ (سپید رود) ‌شناخته میشود.
رود بزرگ قزل اوزن از مسیر غرب، شمال غرب و شمال استان زنجان می‌گذرد، که در بخش‌هایی با استانهای گیلان، قزوین، اردبیل، آذربایجان، ارومیه و کردستان حدود مرزی پدیدآورده است که حاشیه این رود یادآور تمدن باستانی آندیا است که یکی از تمدن‌های آغاز هزارهٔ اول پیش از میلاد می‌باشد.

## نام

قزل‌اوزن-خورشرستم-خلخال

قیزیل اؤزن یعنی رودخانه چند شاخه سرخ رنگ. این نام از دو جزء قیزیل و اؤزن تشکیل شده است. به تقریب درست می‌توان گفت در این‌جا قیزیل اؤزن به معنی رودی سرخ رنگ که از چند شاخه تشکیل شده است. قیزیل رنگ سرخ است و اؤزنözən از ریشه فعل اؤزöz به معنی رود چند شاخه می باشد. کلمه اؤزگه نیز  از همین فعل به وجود آمده است.  قیزیل به معنای سرخ می‌باشد و البته به معنی طلا نیز به کار می رود. به‌طور کلی در ترکی چهار کلمه آق، قرا، گوی و قزل صفت مطلق رنگهای سفید و سیاه و آبی و سرخ می‌باشند ولی معنی اصطلاحی آن‌ها متفاوت است. در زبان ترکی صفت بر موصوف مقدم است و هرگاه هر یک از صفت‌های آغ، قرا، گوی و قزل با اسماء عام و عادی بکار روند رنگ آن اسم را بیان می‌کند؛ ولی هرگاه هر یک از صفت‌های مذکور مفهوم اسم عام را تغییر داده و از آن اسم خاص و اعلام درک شود آنگاه صفت مزبور به معانی بزرگ، عظیم، ارزشمند، شکوهمند، نیرومند، شریف، مقدس و پر شمار بوده و اسم مزبور را متمایز می‌نماید.
اوزن به معنای دره است. برابر تحقیقات شرق‌شناس لهستانی، (Tadeusz Jan Kowalski) تادئوش یان کوالسکی، کلمه اوز در ترکی قدیم بمعنی آب فراوان یا رود بکار می‌رفته است.
خانم ژان دیولافوا در صفحه ۷۲ از کتاب خود به نام (فرانسوی: La Perse, la Chaldée et la Susiane 1881-1882, Paris, 1887‎) نام دره‌ای که این رودخانه از رشته کوه قافلانکوه عبور می‌کند
بخشی از این رود که از منجیل تا دریای کاسپی قرار دارد سفیدرود نامیده می‌شود. فرهنگستان ایران نام سفیدرود را برای تمام این رود مقرر کرد ولی هنوز از سرچشمه تا منجیل به قزل اوزن نامیده می‌شود.
سفیدرود توسط مورخ رومی Ammianus Marcellinusبه نام آماردوس ذکر شده است که با نام قوم آمارد ارتباط دارد و در منابع اسلامی آن را نهرالابیض خوانده‌اند.

## سرچشمه
سرچشمه = چهل چشمه، قمچقا، شهرچای، هیروچایی، آرپاچایی، زنجان رود، ابهررود، قرانقو، آیدوغموش، هشترود

## مسیر
این رودخانه از ارتفاعات چهل‌چشمه استان کردستان (شهرهای سقز و دیواندره) سرچشمه گرفته و پس از عبور از منطقه گروس (بیجار)ومنطقه افشار استان زنجان و جذب رودخانه‌های متعدد وارد جلگه زنگان شده و رودخانه‌های زنجان‌رود و ابهررود را ضمیمه خود ساخته و به مسیر خود ادامه داده و در حدود پلدختر وارد تنگه کوهستانی قافلانکوه شده و از کنار این کوهستان گذشته و نرسیده به شهر میانه رودخانه‌های قرانقو، آیدوغموش و هشترود را که بالاخره به میانه‌رود می‌پیوندند و از غرب به شرق جریان دارند ضمیمه خود ساخته و در محل در مختصات جغرافیائی "۳۷ درجه و ۳۰ دقیقه عرض شمالی و ۴۸ درجه و ۰۵ دقیقه طول شرقی" بعد از روستای کوهبنان(کوهبانان، کُپلان) در شهرستان میانه و پل تاریخی پردلیس ، وارد شهرستان خلخال می‌شود. در حوزهٔ خلخال عمدهٔ رودهایی که جاری هستند پس از پیوستن به رودخانهٔ هیروچای(رود) در محل دربند مشکول که حد شهرستان خلخال و کوثر می‌باشد؛ به رودخانهٔ قزل اوزن می‌پیوندند. از مهم‌ترین رودخانه‌هایی که جزء شعبات هیروچای(رود) محسوب می‌گردند، رودخانه‌های نورعلی چایی، قزباخان چایی، کالارچایی، چلنبرچایی و آرپاچایی و همچنین رودخانهٔ مهم شاهرود(شاری) است که پس از طی مسیر در بخش شاهرود شهرستان خلخال و خروج از حوزهٔ شهرستان خلخال در محل روستای سرخ‌آباد واقع در شهرستان طارم استان زنجان به قزل اوزن می‌پیوندد. آب دریافتی رودخانهٔ قزل اوزن از حوزهٔ شهرستان خلخال در حدود ۵۰۰ میلیون متر مکعب در سال تخمین زده شده است
. پس از خروج از شهرستان خلخال مسیر قزل اوزن در دلتای طارم استان زنجان پس از سیراب نمودن باغات زیتون و شالیزارهای برنج طارم علیا در محل شهرستان منجیل در استان گیلان با رودخانهٔ شاهرود قزوین تلاقی یافته و سپیدرود را شکل می‌دهند.

## شهرهای مسیر قزل‌اوزن
- انذر جدید
- انذر قدیم
- درام
- جزلاندشت
- غلام چم
- پاوه رود
- کلوچ
- ارشت
- سانسیز
- قلات
- ونی سر
- کلویوم
- گیلوان
- هارون آباد
- آستاکل
- کوهکن
- قانقلی چای
- کهریز (خرم‌آباد)
- پیرچم
- مامالان
- تسکین
- تشویر
- چمله
- هندی کندی
- محمدآباد
- هندی زمین
- گوهر
- کجل
- سقز
- دیواندره
- بیجار
- خدابنده (قیدار)
- دندی
- ماه‌نشان
- ساری آغل
- آچاچی
- میانه
- بیرون
- ممان
- کاغذکنان
- مندجین
- گوو
- سنجده
- شمس‌آباد
- کزج
- هشجین
- نمهیل
- برندق
- نساز
- مزرعه
- منامین
- چورزق
- گیلوان
- حصار
- آب‌برزیوه
- مشمپا
- قره بوته
- آراز (ارس)
- قروه